# Deppea anisophylla
Deppea anisophylla är en måreväxtart som beskrevs av Louis Otho Otto Williams. Deppea anisophylla ingår i släktet Deppea och familjen måreväxter. Inga underarter finns listade i Catalogue of Life.